# 牛头人 (魔兽世界)
魔兽系列中，牛头人种族在创造它的英语环境里称做“托伦（Tauren）”。在中文里，人们按照他们的种族外形习惯性的称他们为牛头人。
牛头人是暴雪娱乐公司著名的魔兽系列电脑游戏中的原创种族。他们是卡林多大陆中部草原的部落居民。虽然他们的外形与设计上的近亲，希腊神化中的牛头怪米诺陶洛斯（minotaur）十分相似，但不像邪恶牛头怪，善良的牛头人是崇尚和平的。同萨尔 (魔兽)带领的兽人一样，牛头人也在为了保持他们高贵的传统而奋斗。

## 外形及生理
牛头人的身体庞大粗壮，外形具有牛的特征。成年牛头人的体重在750磅（340.1925公斤）至900磅（408.231公斤）之间。他们能长到12英尺高（365.76公分）。不过在魔兽世界中，牛头人男性的身高被统一在8英尺（243.84公分）（头部并不是身体的制高点），女性为近6英尺半（201.168公分）（头部是身体制高点）。牛头人具有雌雄二型性。男性的身躯异常庞大，肌肉厚实强健；女性则体格则较为短小，精巧，女性特征明显。不过相对起人类男性，女性牛头人仍然显得更为高大和强壮。

## 牛头人的社会文化
牛头人视15岁为成年，生命长度大致与人类相当。他们在一生中会有很多个名字——一个童年的乳名，青年时一个名字，成年时一个名字，并经常使用一个与这些完全不同的名字来于外族交流。
虽然牛头人在战斗中勇猛异常，但大多数时候他们是非常平静的。他们喜爱珠宝，喜欢用宝石装饰自己的毛发，或者将链饰挂在角上。
他们有着简单的象形文字，但并不普及。传统、戒律及故事等大都通过口述来传播和继承。
根据传统，很多女性牛头人选择成为萨满，他们因此感受到自己与大地之母（后文“牛头人部族的创世神话”中有介绍）的联系。一些外族的学者们认为牛头人所信奉的大地之母其实是生命之属——红龙艾利克斯塔萨的一个形态。

## 武器
牛头人的萨满祭祀们经常佩带着祖先的传下来的图腾，这些图腾由巨大的原木切割雕刻制成。这些木器也经常被用做武器。酋长们也会使用长枪类武器，而其他人则佩带锤类或手杖。
牛头人很早就能够熟练的制造和使用短刀来防身。尽管这门技术很容易就能发展并制成更长的铁器，但崇尚自然的信仰并不允许他们舞动闪光的长剑。

## 牛头人部族的创世神话

### 黎明的迷雾
在追忆年代（Age of Memory）之前，慷慨的大地母亲呼吸着金色的黎明之雾。在那里有漫天琥珀色的云朵，到处是丰收的麦田。这是她苦心建设的土地——孕育着生命和希望的摇篮。
大地母亲的眼睛注视着她创造的世界，她的右眼、An'she（太阳），给予这片土地温暖和光明。她的左眼、Mu'sha（月亮），给予那些躁动不安的生物以和平和睡眠。这就是双眼的力量，每半天大地母亲会闭起一只眼睛。就这样，她为这个初生的世界不端进行着日夜更替。
当其右眼扫在金色黎明上的时候，大地母亲轻柔的手就开始在金色的平原上晃动。当她手臂晃过的地方，一个高贵的种族诞生了，这就是Shu'halo（牛头人语言中的Tauren）。在无尽的黎明平原上，大地的孩子为她的优雅而祈祷并发誓永远祝福她的名字，直到世界黑暗的一天。

### 大地之母的哀伤
随着大地的孩子们在黎明平原上游走，他们会听到来自大地中心的黑色密语。那些密语告诉那些孩子战争和欺骗。许多Shu'halo因此开始变的恶毒，并开始拥抱黑暗。他们背离了自己善良的兄弟们，开始独自四处漂流。
大地母亲，她的心情因为孩子们的状况而沉重，她已经无法忍受看见他们一个个地远离真善，变得堕落。悲伤之中，她把自己的双眼摘下将其放在星空中任其飞翔，An'sha和Mu'sha为了寻求平抑对方的悲伤而横穿天际，顺着对方微弱的光芒互相追逐。随着世界的转动，这对双胞胎至今依然孜孜不倦。
虽然已经看不见了，大地母亲依旧不放心离开她心血的世界。她用她的耳朵聆听风声，倾听一切穿越黎明平原的东西。她伟大的心始终与她的孩子们在一起——她用爱赋予的智慧永远不会远离他们。

### 白色的雄鹿和月神
除了勇敢的心，大地母亲还给予她的孩子狩猎的习俗。第一个黎明的生物是凶残而狂暴的。他们躲避着大地母亲，在阴暗处和野外寻找栖身之地。Shu'halo寻找并猎取这些野兽，用大地母亲的祝福来驯服它们。
然而，一个灵魂在躲避他们。Apa'ro（被暗夜精灵称为Malorne）这只高傲的雄鹿有着白色的皮毛。它的鹿角划破天空，它强有力的蹄子踏破世界的深渊。Shu'halo追捕Apa'ro直到黎明世界的角落，想要猎取那头骄傲的雄鹿。
为了逃脱，雄鹿跃向空中。就在眼看能够顺利逃走的时候，它的鹿角居然挂住了天上的星星。尽管不断蹬踢和挣扎，Apa'ro仍然无法摆脱。这时，追逐着她的兄弟的Mu'sha发现了它。看到挣扎中的矫健雄鹿，Mu'sha坠入了爱河。
聪明的月亮和的雄鹿作了笔交易，如果他爱她并结束其孤独的生活的话，她就会解救他。Mu'sha深爱着Apa'ro并为他怀了孩子。这个孩子，作为半神，降生于夜森林的阴影下。他将被取名为塞纳留斯Cenarius，漫步于觉醒中的地面世界和天堂王国之间布满星辰的路上。

### 丛林的守护者——第一个德鲁伊
随着时间的流逝，成长赋予了塞纳留斯与父亲一样强健的体魄。他成为了星辰和森林的兄弟，这个伟大的猎手徘徊在世界的远端，吟唱着黎明和谐的歌声。所有的生物都在他的优雅和美丽面前折腰--没有什么比月亮和白色雄鹿的儿子更加美丽了。
渐渐的，塞纳留斯成为了Shu'halo的朋友并与他们讨论这个不停变化的世界。大地的孩子们把它当作自己的兄弟并且发誓帮助他看护生命的田野以及大地母亲热爱着的生物。
塞纳留斯教授牛头人们如何和树林以及别的植物进行沟通。牛头人成为了德鲁伊，他们使用各种高尚的魔法来呵护这片土地的健康。塞纳留斯和几代以来的牛头人一起打猎并且共同保护这片土地不受地下潜伏的阴暗力量的伤害。

### 与半人马的仇恨
随着黎明薄雾的漫漫褪去以及岁月的流逝，半神塞纳留斯离开踏上自己的道路。Shu'halo（牛头人）对于他的离去感到很悲伤并忘却了许多他传授的德鲁伊之道。随着一代一代的传递，他们渐渐的忘记了如何和树木以及这块土地上的野生动物进行交流。地底深处的黑暗的耳语再次出现在他们的身边。
虽然大地的孩子对于邪恶的密语不再听从，但是一个邪恶的诅咒降落在另一个游荡的部落上——来自西部黑色土地残暴的半人马。他们有食人的习惯而且所到之处肆意破坏，半人马如同瘟疫一般到来，虽然大地母亲的祝福让牛头人勇敢的战斗，但是他们仍然无法打败半人马。
Shu'halo被迫离开自己世代居住的地方，从此之后不得不像游牧民族一样浪迹在无边的平原之上。也许有一天希望会重新来临，使破碎的部族在大地母亲的关怀下找到新的家园。

## 近期历史
牛头人是魔兽世界中最古老的种族之一。早在人类和兽人战争的数千年前，沿袭巫覡文化的牛头人就已经建立了他们部落式的社会。善良的牛头人们生性平静，不好争斗。从而使得他们始终保持低调，并没有参与艾泽拉斯大陆无休止的争端。
牛头人分散成多个部落居住在卡利姆多大陆的中部草原。在遇见迁移而来的兽人部落的时候，他们正受到来自敌对种族——凶残的半人马的毁灭性打击。年轻的兽人首领萨尔指挥他的部队成功的营救了牛头人。从萨尔那里，牛头人血蹄部族的首领凯恩·血蹄感觉到了伟大的的人格魅力和优秀的指挥能力。他们结成了坚固的同盟，并很快击退了半人马的入侵。
部落中的另外两个种族——兽人和丛林巨魔与牛头人有很多相同的观念，并信奉着相似的巫覡宗敎教义。而牛头人更是以古老的文化积累和平静的个性为浮躁的盟友提供及时的调停与支持。自此，牛头人成为了部落中不可或却的力量。
然而因为与半人马惨烈战斗留下的创伤，牛头人的人口还在不断的恢复中。

## 可用职业
- 战士
- 德鲁伊
- 猎人
- 死亡骑士 《魔兽世界：巫妖王之怒》
- 圣骑士 《魔獸世界：浩劫與重生》
- 牧师 《魔獸世界：浩劫與重生》

## 链接
- Tauren——WoWWiki（一个关于魔兽的Wiki）